# Asobisystem
Asobisystem Co., Ltd. (jap. アソビシステム株式会社, zapis stylizowany ASOBISYSTEM Co., Ltd.) – japońska firma zajmująca się planowaniem wydarzeń, zarządzaniem mediami i agencja rozrywkowa z siedzibą w Shibuyi w Tokio.
Firma jest zaangażowana w szeroki zakres działań promujących „Kulturę Harajuku”, która koncentruje się na modzie, muzyce i stylu życia w tokijskiej dzielnicy Harajuku, zarówno w kraju, jak i za granicą. Jest znana ze współpracy z Kyary Pamyu Pamyu.

## Historia
Prototypem działalności było wydarzenie „Noc Fryzjerów” (美容師ナイト) obecnie „RED by to.o.t” i „BLACK by to.t”, które było prowadzone przez przedstawiciela firmy Yusuke Nakagawę od 2002 do 2006 roku i na którym występowali znani styliści fryzur z Harajuku. Firma powstała w 2007 roku jako organizacja korporacyjna, która rozwija partnerstwa z twórcami, DJ-ami, modelkami i organizatorami zaangażowanymi w wydarzenia, a także zarządzanie i promocję wykonawców z branży eventowej.
W 2022 roku powstał projekt „KAWAII LAB.” w ramach ASOBISYSTEM mający na celu promowanie kultury idoli z Japonii na cały świat w ramach koncepcji „Od Harajuku do świata”.

## Wydarzenia
- HARAJUKU KAWAii!!
- ASOBINITE!!!
- FLASH!!!
- TAKENOKO!!!
- RED by t.o.t
- BLACK by t.o.t
- VIVIVI
- Ray-Van
- DONUT!!
- ASOPARA
- House Attack
- 5iVESTAR

## Zarządzanie studiem kreatywnym
- yenter